# 갑옷땃쥐속
갑옷땃쥐속(Scutisorex)은 땃쥐과에 속하는 아프리카 포유류 속이다. 콩고민주공화국과 우간다, 르완다에서 발견되는 2종을 포함하고 있다. 척추가 서로 유연하게 맞물리는 유일한 포유류로 알려져 있다. 척추와 갈비뼈가 커지고 강화되어 상당한 하중을 견딜 수 있는 특징을 갖고 있다.

## 하위 종
- 갑옷땃쥐 (S. somereni) (Thomas, 1910)
- 토르갑옷땃쥐 (S. thori) (Stanley, 2013)